# Айранли
Айранли (на македонска литературна норма: Ајранли) е село в община Валандово, Северна Македония.

## География
Айранли е разположено на около 5 км северно от град Валандово. Селото лежи в южните склонове на Плавуш.

## История
В края на XIX век Айранли е изцяло турско село в Дойранска каза на Османската империя. В „Етнография на вилаетите Адрианопол, Монастир и Салоника“, издадена в Константинопол в 1878 година и отразяваща статистиката на населението от 1873 година, Ахранли (Ahranli) е посочено като селище с 32 домакинства, като жителите му са 73 мюсюлмани. Според статистиката на Васил Кънчов („Македония. Етнография и статистика“) от 1900 година, Ахранли има 175 жители, всички турци.
В 1950 година населението на селото започва да се изселва, като до 1960 година в него вече не остават жители. Според някои източници селото е напълно изселено през 1953 година.